# 第1戈蘭尼步兵旅
第1戈蘭尼步兵旅（希伯來語：חֲטִיבַת גּוֹלָנִי）是以色列国防军的精锐部隊及以色列陸軍中历史最悠久的部队之一。該旅成立於1948年2月22日，正值1948年以色列獨立戰爭，起初為位於加利利的萊瓦諾尼旅殘部。此後，部隊參與了以色列所有的主要戰爭和幾乎所有主要行動，包括蘇伊士危機、六日戰爭、以埃消耗戰爭、贖罪日戰爭、恩德培行動、1978年南黎巴嫩衝突、1982年和2006年黎巴嫩戰爭以及巴勒斯坦起義期間的各種行動。
現時該旅由5個營組成，其中兩個營是從成立之初便保留至今（第12營和第13營），一個是從吉瓦提步兵旅（第51旅）調來的。

## 歷史

### 以色列獨立戰爭
1948年3月，在以色列獨立戰爭期間，哈加拿領導層為其後續的組織和行動起草了《達萊特計畫》，計畫將戰鬥民兵（野戰軍團）分為六個地區旅－即北部的萊瓦諾尼旅、沙龍地區的亞歷山德羅尼旅、特拉維夫地區的基里亞提旅、什費拉地區的吉瓦提旅和耶路撒冷地區的埃齊奧尼旅。
隨後，萊瓦諾尼旅於1948年2月28日被一分為二，變成負責西北地區的卡梅利及東北地區的戈蘭尼。其中，戈蘭尼旅擁有5個營（第11、12、13、14、15營），總部位於亞夫尼爾，行動區域包括下加利利和耶斯列谷、約旦河谷和胡拉山谷的大部分地區，後延伸至賈拉馬（al-Jalama）及什洛莫（Bat Shlomo）。在此期間，曾參與多場位於北部（如采法特、貝特謝安）的戰事，其第一次行動為在基納羅特山谷（Kinarot Valley）之戰中抵御敍利亞軍隊。
1948年7月8日至18日，戈拉尼成功擊退了阿拉伯解放軍從盧比亞（Lubya）對塞赫拉（Sejera）的進攻，並協助己方在德克爾行動中佔領拿撒勒及盧比亞。戈拉尼也參與了1948年10月的海勒姆行動，負責從南部發動牽制攻擊，隨後奪回埃拉本（Eilabun）、穆加爾（Mughar）、拉梅赫和其他村莊。